# Dar Al-Handasah

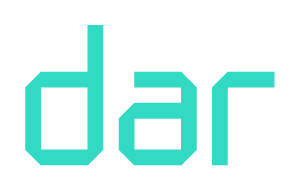

Dar Al-Handasah (Shair and Partenaires) et (arabe : دار الهندسة) est une société internationale de conseil en conception, gestion et supervision de projets et membre fondateur du groupe Dar. C'est une organisation de conseil multidisciplinaire pour l'architecture, l'ingénierie, la planification, l'environnement, la gestion de projet et l'économie. Dar Al Handasah a servi plus de 950 clients dans 63 pays avec un effectif de 6900 personnes répartis dans 45 bureaux au Moyen-Orient, en Afrique, en Asie et en Europe avec cinq centres de design en tout situé à Beyrouth, Le Caire, Londres, Pune et Amman.

La société a conçu un certain nombre de gratte-ciel au moyen-orient dont ;
- San Stefano Grand Plaza, Alexandrie, Égypte, 2006
- Marina Tower, Beyrouth, Liban, 2007
- Four Seasons Hotel Beyrouth,  Beyrouth, Liban, 2009
- Mag 218 Tower, Dubaï, Émirats arabes unis, 2010
- Abraj Al Bait Towers à La Mecque en Arabie saoudite en 2012,  troisième plus haute tour du monde en 2014 (après le Burj Khalifa et la Tokyo Skytree),

## Histoire
Dar Al-Handasah a été établi en novembre 1956, et initialement donné un nom arabe: دار الهندسة, Dar Al-Handasah qui signifie en arabe "la maison de l'ingénierie". Il a été fondé par quatre professeurs d'ingénierie de l'école d'ingénieurs de l'Université américaine de Beyrouth (AUB).

## L'entreprise
Dar Al-Handasah a son siège social à Beyrouth, au Liban avec des clients partout dans le monde. En outre, ses principaux bureaux et centres de support technique sont situés à Beyrouth (Liban), au Caire (Égypte), Amman (Jordanie), Pune (Inde) et Londres (Royaume-Uni) avec un réseau de bureaux locaux permanents dans tout le Moyen-Orient, Afrique, Europe centrale et orientale, CEI et parties de l'Asie.
La société opère dans un certain nombre de secteurs d'activité tels que Architecture, Génie du Bâtiment, Génie Mécanique, Génie Électrique, Télécommunications, Services de Construction, Conception et Planification, Économie, Énergie, Ressources et Environnement, Mines, Pétrole et Gaz, Gestion de Projet, Coût, Consulting , Transport et eau.